# Đoàn Chuẩn
Đoàn Chuẩn (15 tháng 6 năm 1924 – 15 tháng 11 năm 2001) là một nghệ sĩ biểu diễn ghi-ta Hawaii, song được biết đến nhiều hơn cả như một nhạc sĩ Việt Nam với số lượng sáng tác ít ỏi nhưng đều trở thành những giai điệu thuộc nằm lòng của nhiều thế hệ.
Sinh ra trong một gia đình tư sản nổi tiếng ở Hải Phòng, ông là con trai thứ hai của nhà tư sản Đoàn Đức Ban (Vạn Vân) - chủ hãng nước mắm Vạn Vân nổi tiếng và lớn nhất trên toàn cõi Đông Dương trước Cách mạng Tháng Tám (1945). Ông lớn lên ở Hà Nội và là nghệ sĩ chơi đàn ghi-ta Hawaii. Đoàn Chuẩn, theo lời kể của con trai là Đoàn Đính, nổi tiếng về tính cách phong lưu và hào hoa có thể so sánh như công tử Bạc Liêu ở Nam Kỳ Việt Nam thời bấy giờ.
Ông sáng tác ca khúc đầu tiên là "Ánh trăng mùa thu" vào năm 1947 tại làng Đống Năm, Đông Hưng, Thái Bình. Tất cả ca khúc của ông đều được ghi tên tác giả là "Đoàn Chuẩn-Từ Linh". Thực ra Từ Linh (? – 1992) không trực tiếp tham gia sáng tác, nhưng Đoàn Chuẩn ghi tên chung hai người để tôn vinh người bạn tri âm của mình, tôn vinh tình bạn đã góp phần tạo cảm hứng nghệ thuật. Từ Linh tên thật là Hà Đình Thâu - một nhiếp ảnh gia. Cái tên chung mà người nhạc sĩ này đã chọn để sử dụng vẫn là một ẩn số đối với công chúng.
Đầu năm 2000, ông bị tai biến mạch máu não và hôn mê. Sau đó, ông tỉnh lại nhưng mất tiếng nói, chỉ có thể bút đàm cho đến lúc qua đời lúc 22 giờ, ngày 15 tháng 11 năm 2001.

## Tác phẩm
Hiện đã xác định được tổng cộng là 22 ca khúc của nhạc sĩ Đoàn Chuẩn, trong đó các sáng tác của ông thường đề cập nhiều đến mùa thu. Có rất nhiều ca sĩ trình bày các sáng tác của Đoàn Chuẩn như Ngọc Bảo, Anh Ngọc, Ngọc Long, Mộc Lan, Thái Thanh, Lệ Thanh, Minh Hiếu, Lệ Thu, Khánh Ly, Mai Hương, Ánh Tuyết, Bằng Kiều, Tùng Dương, Lê Dung...
| 1. Ánh trăng mùa thu, 1947 (ca khúc đầu tay) 2. Tình nghệ sĩ, 1947 3. Đường về Việt Bắc, 1948 4. Lá thư, 1949 5. Thu quyến rũ, 1950 6. Chuyển bến, 1952 7. Gửi gió cho mây ngàn bay, 1952 8. Cánh hoa duyên kiếp (hay "Dạ lan hương"), 1953 9. Lá đổ muôn chiều, 1954 10. Tà áo xanh (hay "Dang dở"), 1955 11. Chiếc lá cuối cùng, 1955 12. Để có những chiều tắt nắng, 1955 13. Một gói nho khô, một cánh pensée, 1955 14. Vàng phai mấy lá (hay "Vĩnh biệt" hay "Bài ca bị xé"), 1955 15. Tâm sự, 1956 16. Gửi người em gái miền Nam, 1957 17. Bên cầu, 1962 18. Thuở trâm cài (bút danh Việt Tử; 1965) 19. Khuôn mặt em (thơ: Văn Cao), 1987 20. Đường thơm hoa sữa gọi (thơ: Vân Long), 1988 21. Phấn son, 1989 22. Màu nắng có bao giờ phai đâu, 1989 (ca khúc cuối cùng) |

## Vinh danh
Hiện nay, tên của ông được đặt tên cho một con phố ở Hải Phòng quê hương ông, thuộc địa bàn phường Đông Hải 1, quận Hải An.